# Danae (plante)
Pour les articles homonymes, voir Danaé (homonymie).
Genre
Classification phylogénétique
Danae est un genre de plantes à fleurs de la famille des Asparagaceae.

## Seule espèce
- Danae racemosa (L.) Moench, 1794 : le Laurier d'Alexandrie.